# St. Marien (Heilbad Heiligenstadt)

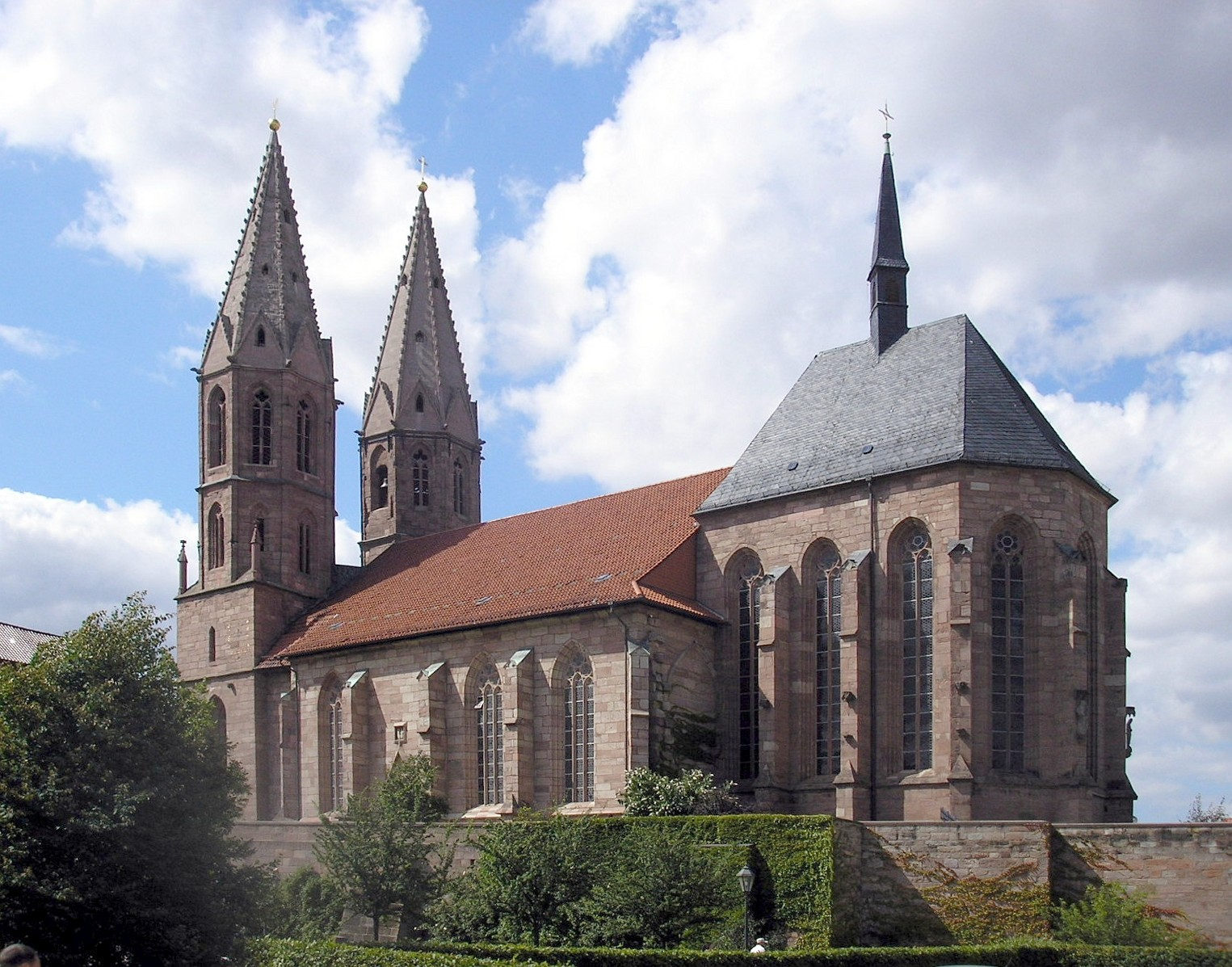
St. Marien von Südosten

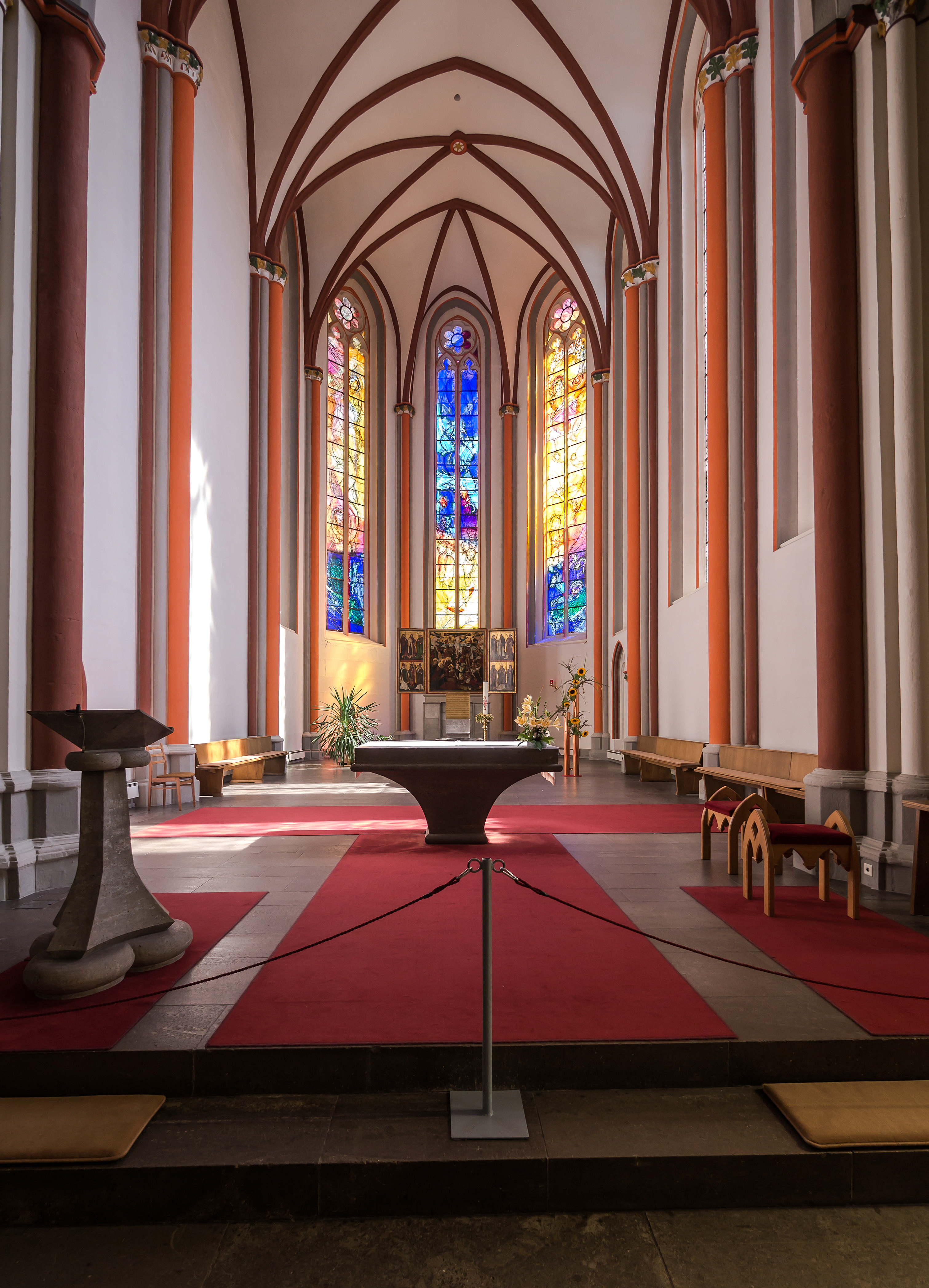
Chorraum

Die römisch-katholische Pfarr- und Propsteikirche St. Marien (im Volksmund Altstädter Kirche) steht in Heiligenstadt im thüringischen Landkreis Eichsfeld. Sie ist die Pfarrkirche der Pfarrei St. Marien Heiligenstadt im Dekanat Heiligenstadt des Bistums Erfurt. Sie trägt das Patrozinium der heiligen Maria Muttergottes. Die Kirche prägt mit ihrer Doppelturmfassade und dem hohen Chor die Stadtsilhouette.

## Pfarrei
Zur Pfarrei gehören die Kirchorte: St. Aegidien Heiligenstadt, St. Johannes der Täufer Rengelrode und St. Nikolaus Kalteneber.

## Geschichte
Die Heiligenstadt entwickelte sich am Osthang des Stiftshügels von St. Martin mit der ursprünglichen Besiedlung weiter in östliche Richtung. Hier entstand ab dem 11. bis 12. Jahrhundert nördlich der Geislede eine Marktsiedlung mit dem sogenannten Kaufhaus (dem ersten Rathaus der späteren Stadt), dem Brauhaus und einer Kemenate für den Vogt. Für diese neue Ansiedlung wurde auf einer kleinen felsigen Erhebung die St.-Marien-Kirche vom Stift gegründet und blieb ihm bis zu dessen Ende zugehörig. Ein romanischer Vorgängerbau dürfte im 12. Jahrhundert entstanden sein. Er wurde ab 1300 in mehreren Etappen durch den anspruchsvollen gotischen Neubau ersetzt. Weiter östlich erfolgte dann eine weitere Besiedlung mit der „niedersten Bauernschaft“ und „auf dem Heimenstein“ am Klausberg mit einer eigenen Kapelle St. Nikolaus. Diese gesamte Ansiedlung nördlich der Geislede wurde zur sogenannten Altstadt, bevor nach 1200 südlich der Geislede die Neustadt entstand und Heiligenstadt zur Stadt erhoben wurde.

## Architektur
Ältester Teil ist der massive Westriegel mit den beiden aufgesetzten achteckigen Türmen, die bis zu den Spitzen aus Buntsandstein gemauert sind. Das reich abgestufte Portal mit Wimperg enthält im Spitzbogen heute neugotisches Maßwerk. Das Langhaus, eine dreischiffige Halle mit Kreuzrippengewölbe, wurde im Lauf des 14. Jahrhunderts fertiggestellt. Die Wirkung der Weiträumigkeit wird durch eine Aufweitung zum Chor hin verstärkt. Figürliche Kapitelle, Schlusssteine und Konsolen geben dem Raum Festlichkeit.
Der dreijochige Chor mit polygonalem Schluss wurde 1420 geweiht, 1715 verändert und 1886 über das Langhaus erhöht und mit einem schlanken Dachreiter gekrönt.

## Ausstattung

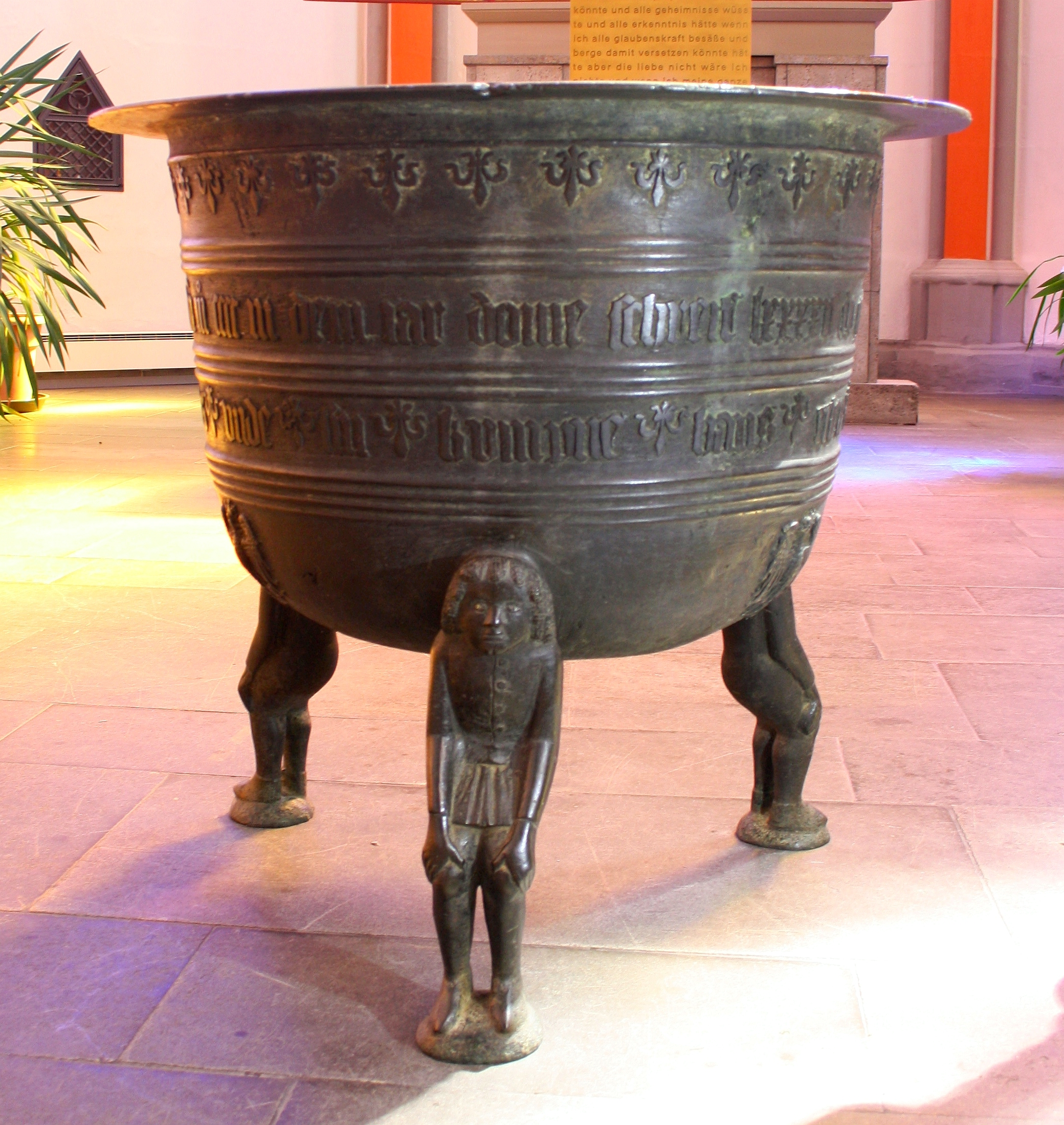
Bronzetaufe von 1492

Das Kircheninnere war 1886 im neugotischen Stil ausgemalt worden. Bei Restaurierungsarbeiten der 1960er und 1980er Jahre wurde diese Bemalung nicht wiederhergestellt, sondern unter ihr wurden die Reste der spätgotischen Ölmalereien (oft fälschlicherweise als Fresken bezeichnet) aus 1506 freigelegt, darunter eine Marienkrönung.
Im Gewölbe befindet sich ein auffälliger Schlussstein, der im Volksmund „Lügenstein“ genannt wird. Der Schlussstein stellt vier Figuren dar, eine davon eine Frau mit sprichwörtlich kurzen Beinen, nach dem Spruch „Lügen haben kurze Beine“ die Namensgebung. Die anderen drei Figuren zeigen eventuell ihre Sünden, Geschwätzigkeit, „Ohrenbläserei“ (Verbreitung von Unwahrheiten) und Eitelkeit.
Im südlichen Seitenschiff neben der Öffnung zum Chor steht eine bedeutende Marienfigur. Die auf 1414 datierte Schnitzarbeit, eine Schöne Madonna, war das Gnadenbild des Wallfahrtsorts Elende und kam während des Dreißigjährigen Kriegs aus dem protestantisch gewordenen Ort zunächst nach St. Martin, 1803 dann nach St. Marien.
Den Chor beherrscht der von Hans Raphon 1512 geschaffene Flügelaltar. Die Mitteltafel zeigt in einer figurenreichen Darstellung die Kreuzigung Christi, die Flügel vier Dreiergruppen von Heiligen. Dahinter in leuchtenden Farben die drei elf Meter hohen Hauptchorfenster, die 2011 vom englischen Glaskünstler Graham Jones in Zusammenarbeit mit dem Derix Glasstudio eine neue Verglasung erhielten. Die figürlichen Darstellungen entstammen Stationen des Marienlebens: Verkündigung, Ausgießung des Heiligen Geistes und Himmelfahrt.
Der ornamentierte bronzene Taufkessel steht auf drei Trägerfiguren. Er wurde im Jahre 1492 von Erzgießer Hans Tegetmeiger geschaffen und trägt die Signatur „…hans tegetmeiger unde arnt eddelendes“. 1713 entstand die barocke Pietà im nördlichen Seitenschiff.

## Orgel

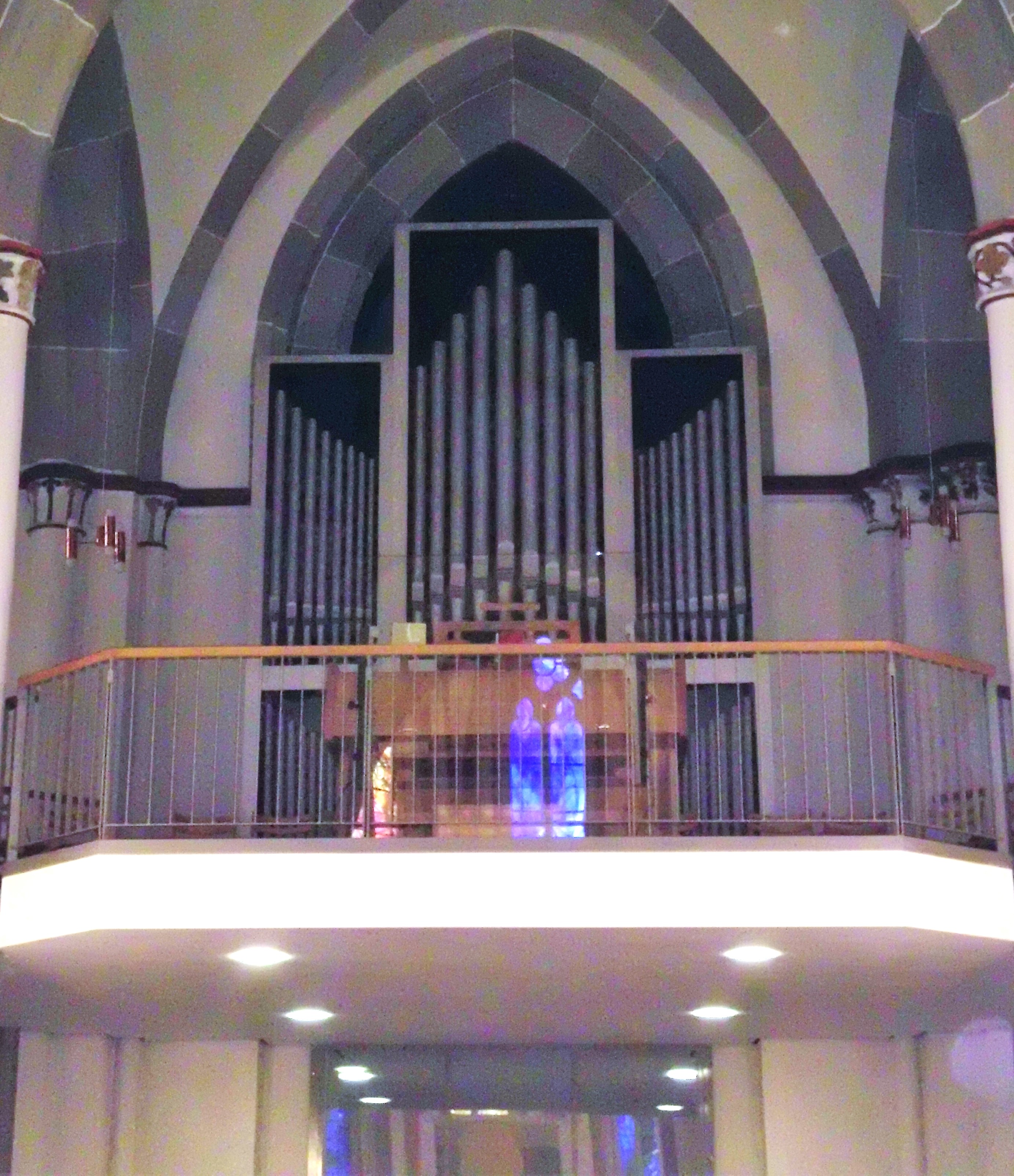
Prospekt der Orgel mit Spieltisch davor

Die Orgel von St. Marien wurde ursprünglich von den Gebr. Späth aus Fulda im Jahre 1941 gebaut. Im Zuge der baulichen Veränderungen in der Kirche nach dem 2. Vatikanischen Konzil im Jahr 1969 (u. a. Ausbau der Seitenemporen) wurde die Orgel an ihren heutigen Standort versetzt und durch Gerhard Kühn, Merseburg neobarock umgestaltet.
Im Jahr 2006 wurde als erster Schritt der Restaurierung ein neuer Spieltisch auf der erweiterten Empore durch Orgelbaumeister Karl Brode (Heilbad Heiligenstadt) eingebaut. Zwischen dem Weißen Sonntag 2015 und Pfingsten 2017 schwieg die Orgel zur Restaurierung des Orgelwerks (Pfeifen, Windladen und -versorgung). Zu Pfingsten 2017 wurde der 1. Bauabschnitt mit der Segnung beendet und die Orgel ist wieder spielbar.
Disposition nach dem 1. Bauabschnitt der Restaurierung:
| I. Brustwerk C-g3 |    |
| Gedackt           | 8′ |
| Quintade          | 8′ |
| Prinzipal         | 4′ |
| Waldflöte         | 2′ |
| Terzian II        |    |
| Nachthorn         | 1′ |
| Scharff III–IV    | 1′ |
| Krummhorn         | 8′ |
| Tremulant         |    |

| II. Hauptwerk C-g3 |                |
| Bordun             | 16′            |
| Prinzipal          | 8′             |
| Gemshorn           | 8′             |
| Gamba (vacant)     | 8'             |
| Portunalflöte      | 8′             |
| Oktave             | 4′             |
| Rohrflöte          | 4′             |
| Quinte             | 2 ⁄3′          |
| Superoktave        | 2′             |
| Mixtur IV          | 2′             |
| Cornett III–IV     |                |
| Tuba (vacant)      | 16′            |
| Trompete           | 8′             |
| Sesquialtera       | 2 ⁄3′ + 1 3⁄5′ |

| III Schwellwerk C–g3 |       |
| Geigenprinzipal      | 8′    |
| Hohlflöte            | 8′    |
| Salizional           | 8′    |
| Vox coelestis        | 8′    |
| Prinzipal            | 4′    |
| Spitzflöte           | 4′    |
| Blockflöte           | 2′    |
| Kleinquinte          | 1 ⁄3′ |
| Scharff IV           | 1 ⁄3′ |
| Kopftrompete         | 8′    |

| Pedal C–f1        |         |
| Prinzipalbaß      | 16′     |
| Subbaß            | 16′     |
| Zartbordun        | 16′     |
| Quintbaß          | 10 2⁄3′ |
| Oktavbaß          | 8′      |
| Gedacktbaß        | 8′      |
| Choralbaß         | 4′      |
| Rauschpfeife III  | 2 ⁄3    |
| Posaune           | 16′     |
| Trompete (vacant) | 8′      |

- Normalkoppeln: I/II, II/I, III/I, III/II, I/P, II/P, III/P

Superoktavkoppeln: III/I, III/II, III/III, III/P
- Spielhilfen: Walze, Schweller für III, 8000facher Setzer

## Kirchenchor
Der Kirchenchor St. Marien (auch Propsteichor genannt) wurde 1895 auf Betreiben des damaligen Propstes Karl Nolte gegründet. Dafür fanden sich unter Leitung des jungen Lehrers Karl Fick 15 Männer zusammen. Als Chorleiter folgten Adalbert Gabel und Walter Bim, von dem der heutige Chorleiter Michael Taxer 2001 die Leitung des Kirchenchores übernahm. Heute singen über 20 Frauen und Männer alte und neue Werke teilweise achtstimmig bei Konzerten und Gottesdiensten zur Ehre Gottes und zur Freude der Gemeinde.

## Glocken
Das alte Geläut von Sankt Marien wurde 1888 von der Firma Franz Otto in Hemelingen bei Bremen gefertigt und erhielt am 7. Januar des darauf folgenden Jahres seine Glockentaufe. Es bestand aus drei Glocken und hatte ein Gesamtgewicht von rund 4,2 Tonnen. Die größte war der Schmerzhaften Mutter geweiht und wog rund 2,1 Tonnen. Am 6. Mai 1942 wurde die letzte der drei Glocken herunter geholt und in der Gießerei Ilsenburg eingeschmolzen. Nur der Uhr- und der Taufglocke blieb dieses Schicksal erspart.
Das neue vierstimmige Glockengeläut besteht aus vier Bronze-Kirchenglocken und wurde im Jahr 1962 von Apoldas letztem Glockengießermeister Peter Schilling und seiner Frau Margarete geschaffen. Bei der Eröffnung der Weihefeier sagte Propst Streb: „Die Glocken werden durch die Weihe, wie wir Menschen durch die Taufe geweiht, um zu Dienen, zu Dienen zur Ehre Gottes und zum Wohle unserer Mitmenschen. Wenn Pfarrer, Gemeinde und Glocken zusammenwirken gibt es einen guten Klang.“
| Glocke | Name                        | Gewicht | Schlagton | Inschrift                                                                |
| ------ | --------------------------- | ------- | --------- | ------------------------------------------------------------------------ |
| 1      | Große Dreifaltigkeitsglocke | 4100 kg | B°        | Lobe den Herren, den mächtigen König der Ehren, lobe den Herren.*        |
| 2      | St. Marienglocke            | 2100 kg | d′        | Heilige Maria Königin, aufgefahren in den Himmel, bitte für uns.         |
| 3      | St. Martinsglocke           | 1100 kg | f′        | Martinus schütze die Stadt, erflehe ihr Frieden in Eintracht und Liebe.  |
| 4      | Schutzengelglocke           | 800 kg  | g′        | Schutzengel voll der Güte, mich allezeit behüte, an Leib und Seele mein. |

* Zusätzlich auf der Rückseite: "Unserem Bischof Adolf Bolte dankt Propsteigemeinde Heiligenstadt A.D. 1962, Geweiht der allerheiligsten Dreifaltigkeit"
Bis heute rufen die Glocken die Heiligenstädter und ihre Gäste zum Gebet, zu Andachten und Gottesdiensten in die Kirche.

## Annenkapelle

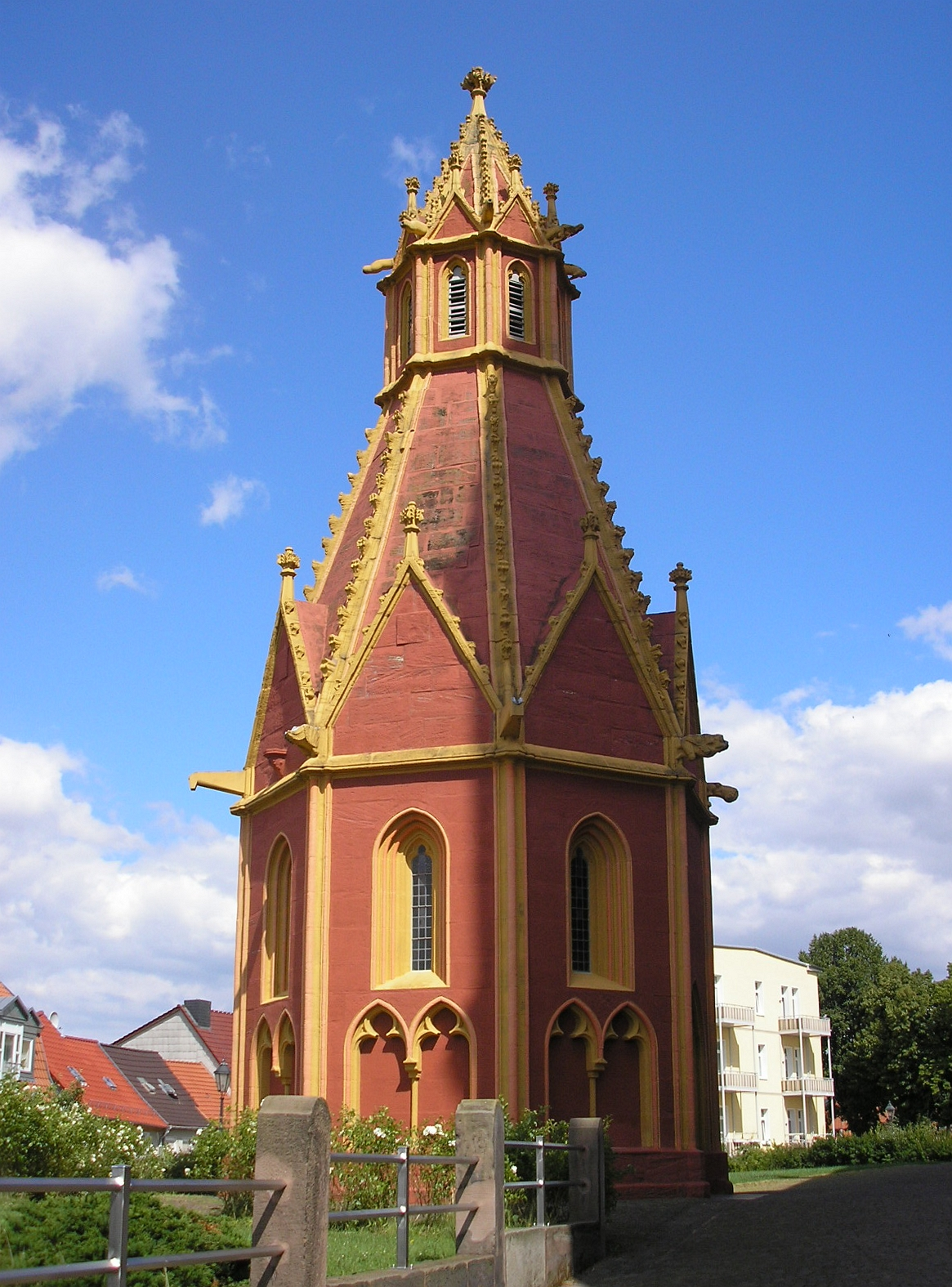
Annenkapelle

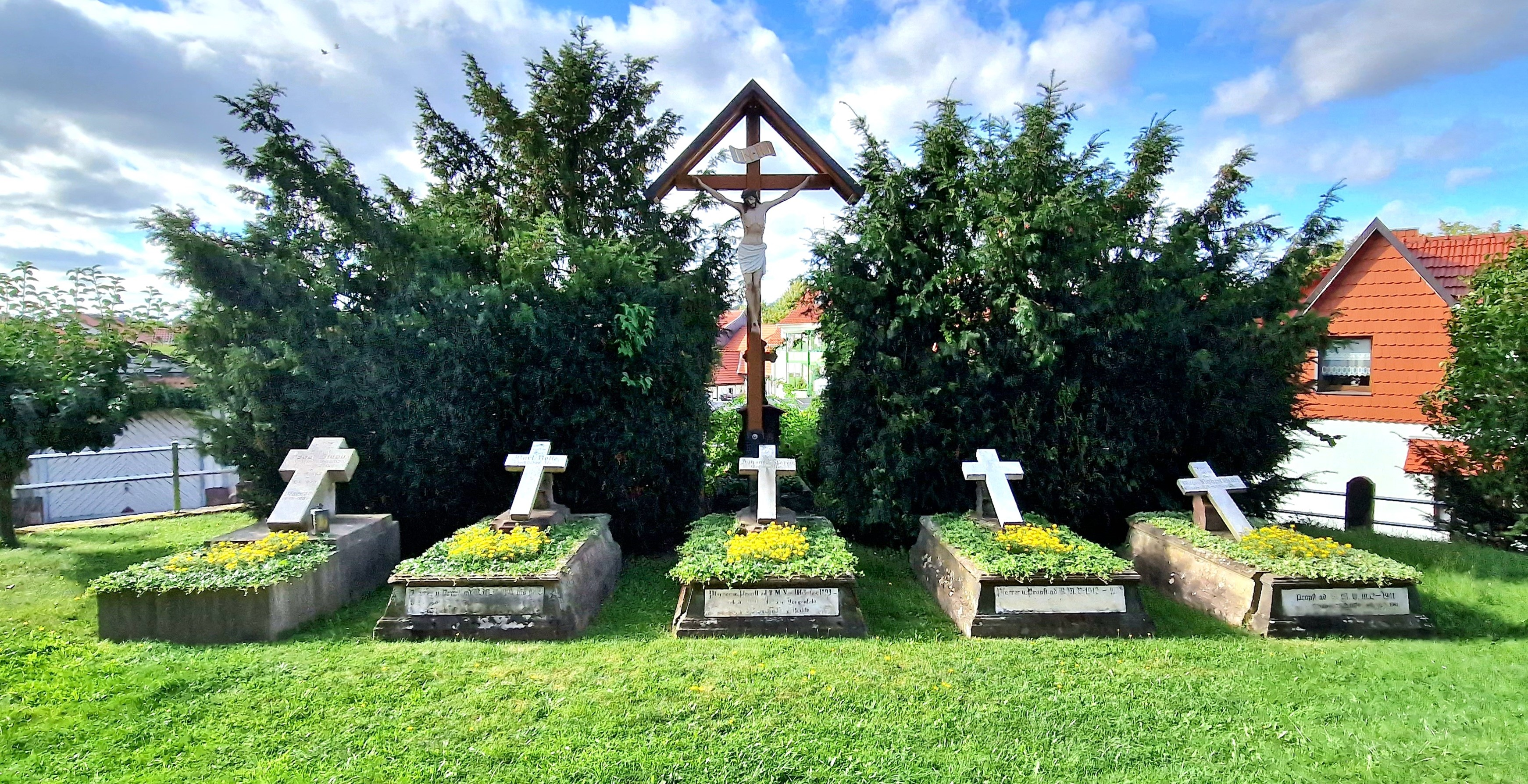
Grabmale der Pröpste

Dem Nordportal der Kirche gegenüber steht die gotische St.-Annen-Kapelle. Sie ist ein Oktogon mit acht Giebeln, spitz zulaufendem Dach und bekrönender Laterne. Den vollendeten Gesamteindruck verstärken Wasserspeier und Krabben. Bei der letzten Restaurierung im Jahr 2000 erhielt sie die angenommene originale Farbfassung in Rotbraun und Gelb zurück. In der Kapelle befinden sich die Figuren der Muttergottes mit Kind und der Anna selbdritt, ebenfalls aus gotischer Zeit.
Die ursprüngliche Bestimmung der Annenkapelle ist unsicher. Eine Informationstafel beschreibt sie als Taufkapelle, möglicherweise wurde sie auch als Beinhaus errichtet.